# Mechthild Lanfermann
Mechthild Lanfermann (geboren 17. Juni 1969 in Kneheim; gestorben 3. November 2024 in Berlin) war eine deutsche Journalistin und Schriftstellerin.

## Leben
Mechthild Lanfermann stammt aus einer Arbeiterfamilie. Sie machte 1989 das Abitur am Clemens-August-Gymnasium in Cloppenburg und studierte Theaterwissenschaft, Germanistik und Philosophie und später Journalistik in Bochum und Köln und an der Sorbonne in Paris. Nach dem Studium arbeitete sie als Reporterin und Redakteurin beim WDR, bei Radio Bremen, beim RBB und bei Deutschlandfunk Kultur. Sie hatte einen Lehrauftrag für Hörfunk an der Hochschule für Musik, Theater und Medien in Hannover.  Sie lebte in Berlin. Sie war verheiratet und hatte zwei Kinder.
Als Krimiautorin debütierte sie mit 2012 mit dem Roman Wer im Trüben fischt mit der Radioreporterin Emma Vonderwehr als Romanheldin. 

## Werke
- Wer im Trüben fischt. Kriminalroman. München: btb, 2012
- Wer ohne Liebe ist. Kriminalroman. München: btb, 2013
- Wer ruhig schlafen kann. Kriminalroman. München: btb, 2014
- Berliner Blut. Kriminalroman. München: btb, 2015
- Trügerischer Sommer: Roman. München: btb, 2018